# El Pichi
El Pichi, o simplemente Pichi, primera de sus estrofas, es una canción que forma parte de la revista musical española Las leandras, estrenada en Madrid en 1931.

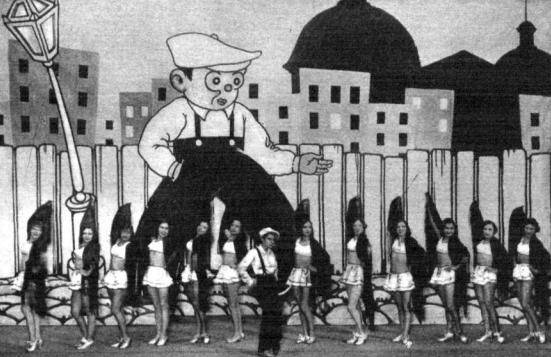
La vedette Laura Pinillos interpretando El Pichi en el estreno de Las Leandras en Barcelona, en noviembre de 1931

## Descripción
Incluido en el primer acto de la revista, se trata de un chotis que es interpretado por el personaje femenino principal de la obra (Celia Gámez en el estreno), pero ataviada de hombre. Concretamente del prototipo de chulo madrileño.
Dicha canción tomo como base un popular personaje de cómics, conocido como "El Pichi", un periódico infantil, cuya publicación fue entre 1930 y 1934, cuyo personaje principal era dibujado por el ilustrador y dibujante "Puig"Tebeosfera, ed. (2008). «La casa de Pichi». Consultado el 23 de mayo de 2025.</ref>, el cual había alcanzado gran éxito y popularidad, por lo que fue muy común en esos años, siempre incluir alguna canción que hiciera referencia a personajes populares de la prensa, como pasó en las siguientes revistas como "Las Faldas" (1932) con el "Chotis de Gutierrez", en 1934 "Las Chicas del Ring" con el número de "Lolin y los bobitos".
La letra, en síntesis, se refiere al modus vivendi de un hombre dominante para con las mujeres que le rodean, subrayando el proxenetismo y la violencia de género  ("Pichi es el chulo que castiga... Pero yo que me administro, cuando alguna se me cuela como no suelte la tela dos morrás la suministro que atizándoles candela yo soy un flagelador…," reza la letra). Circunstancias éstas que, sin embargo, no eran objeto de oprobio social en la España del primer tercio del siglo XX e incluso cabía la parodia simpática, como es el caso. Se trata pues de un símbolo del machismo heredado de la época anterior a la República.
A lo largo de la canción se hace mención de los límites que fijan la zona de acción del protagonista de la canción, que van desde el Portillo de Embajadores hasta la Arganzuela.
El tema alude a Victoria Kent, en aquel momento directora general de prisiones y primera mujer en la historia de España que ocupaba un cargo de responsabilidad en la Administración. Durante el franquismo, la alusión a Victoria Kent fue censurada en la letra de la canción y sustituida por la expresión un pollito bien.

## Trascendencia
Fue tal el éxito de la canción que, en la época, se llegó a fabricar un muñeco de El Pichi para los niños.

## La mujer del Pichi
La excelente acogida de la canción entre el público de la época, propició que se compusiera una suerte del spin-off titulado La mujer del Pichi, con música de Alonso y letra de J. Soriano para Celia Gámez y que se publicó por primera vez en 1932.

## Versiones
Interpretada por primera vez por Celia Gámez, también ha sido cantada, entre otras, por Laura Pinillos (1932, en el estreno de Las leandras en Barcelona), Sofía Álvarez en la película La Niña de Mis Ojos (1947), Sara Montiel (1961, en la película Pecado de amor), Rocío Dúrcal (1969, en la versión cinematográfica de Las leandras), María José Cantudo (1969, en el reestreno de Las leandras),  Paloma San Basilio (1985, en la versión de Las leandras para televisión en el espacio La comedia musical española), Lina Morgan y Miriam Díaz-Aroca y Rosa López (ambas en el talent show Tu cara me suena, en 2011 y 2017 respectivamente). En 2022, Rozalén grabó, para su disco MATRIZ, una contestación llamada PICHI 2.0, desde la óptica femenina, y como rechazo a la violencia de género.